# Drosophila coffeina
Drosophila coffeina este o specie de muște din genul Drosophila, familia Drosophilidae, descrisă de Ignaz Rudolph Schiner în anul 1868. Conform Catalogue of Life specia Drosophila coffeina nu are subspecii cunoscute.